# Rurama
Rurama är ett vattendrag i Burundi.   Det ligger i provinsen Ngozi, i den norra delen av landet, 100 kilometer nordost om huvudstaden Bujumbura.
Omgivningarna runt Rurama är en mosaik av jordbruksmark och naturlig växtlighet. Runt Rurama är det tätbefolkat, med 459 invånare per kvadratkilometer.